# Tadeusz Zawada
Tadeusz Zawada (ur. 29 lipca 1951 w Łodzi) – polski kolarz szosowy, mistrz Polski (1977).

## Kariera sportowa
Był zawodnikiem Tramwajarza Łódź. Jego największymi sukcesami w karierze było mistrzostwo Polski w wyścigu szosowym ze startu wspólnego (1977) i wyścigu górskim (również 1977). W górskich mistrzostwach Polski zdobył też brązowy medal w 1975.
Reprezentował Polskę na mistrzostwach świata w 1977, zajmując 37. miejsce w wyścigu szosowym ze startu wspólnego. W 1976 wystąpił w Wyścigu Pokoju, zajmując 33. miejsce.